# Гафтасов
Гафтасов (азерб. Həftəsov) — селение в Исмаиллинском районе Азербайджана.

## География
Селение расположено в 45 км от районного центра. Оно находится под горою Бин-кала́, у родника Гюмиш-булаги.

## Название
В «Кавказском календаре» на 1856 год приводится название буквами местного языка (ﻫﻔﺖآﺳﻴﺎﺏ), примерно читаемое как Хафтасиаб. В дореволюционной литературе оно, в соответствии с тогдашней орфографией, на письме передавалось как «Хавтасіоба», «Хафт-асіабъ» (с ударением «Хафт-асіа́бъ»), «Гаутасіобъ», «Гафтасіябъ», «Гавтасіябъ», «Гавтасіабъ», «Гавтасіобъ».
В первое десятилетие существования Азербайджанской ССР по русской реформированной орфографии Гафтасов писался как «Гафтасияб», а на азербайджанской латинице 1920—1930-х годов как «Həftəsijab».

## История
В начале XIX века Ширванское ханство вошло в состав Российской империи. На его территории была образована Ширванская провинция. Среди магалов Ширванской области был Лагичский магал, куда входил Гафтасов.
Некоторые сведения о Гафтасове имеются в «Описание Ширванской провинции», составленном в 1820 году. В нём сообщается о наличии 60 семей платящих подать. Управлялась деревня магальным беком, меликом Таиром.
Гафтасов принадлежал к Лагичскому магалу Шемахинской губернии, существовавшей с 1846 по 1859 год. После того как губернские учреждения были переведены в Баку губернию переименовали в Бакинскую. В последующие десятилетия Гафтасов административно входил в состав то Шемахинского, то Геокчайского уездов данной губернии.
Гафтасов был казённой деревней. В конце XIX века он являлся единственным селением Гавтасиабского сельского общества.
В советское время Гафтасов вошёл в состав новообразованного Исмаиллинского района. Сперва существовал Гафтасиябский сельский Совет (сельсовет), куда входил Гафтасов и ещё 8 селений. В 1960—1970-х годах он был центром Гафтасовского сельсовета, к которому также принадлежали ещё 5 населённых пунктов (Зарат, Буровдал, Варна, Гёндере и Чандахар).

## Население
На протяжении второй половины XIX — начала XX веков жители упоминались либо как азербайджанцы, либо как таты. Также они упоминались как мусульмане-шииты.

### XIX век
В «Описание Ширванской провинции», составленном в 1820 году, Гафтасов упоминается как «татарское селение» (азербайджанское селение). «Обозрение русских владений за Кавказом», изданный в 1836 году, сообщает о наличии здесь 62 домов. Согласно «Кавказскому календарю» на 1856 год Гафтасов населяли «татары»-мусульмане (азербайджанцы-мусульмане). По данным списков населённых мест Бакинской губернии от 1870 года, составленных по сведениям камерального описания губернии с 1859 по 1864 год, в селении имелся 131 двор и 1,027 жителей (548 мужчин и 479 женщин), являвшихся татами-шиитами.
Согласно сведениям 1873 года, опубликованным в изданном в 1879 году под редакцией Н. К. Зейдлица «Сборнике сведений о Кавказе», здесь было уже 156 дворов и 1,234 жителя (670 мужчин и 564 женщины), на этот раз указанные как «татары»-шииты (азербайджанцы-шииты). По данным 1874 года численность населения Гафтасова составляла 1,460 человек, также «татары»-шииты (азербайджанцы-шииты).
Из материалов посемейных списков на 1886 год следует, что здесь насчитывалось 1,486 жителей (776 мужчин и 710 женщин; 152 дыма) и все таты, среди которых 1480 человек были крестьянами на казённой земле (771 мужчина и 709 женщин; 151 дым) и 6 человек представителями шиитского духовенства (5 мужчин и одна женщина). В этих материалах по всей видимости содержится ошибка относительно вероисповедания. Там указаны 1,039 последователей Армянской апостольской церкви (545 мужчин и 494 женщины) и 1,486 мусульман-шиитов (776 мужчин и 710 женщин).

### XX век
Согласно «Кавказскому календарю» на 1910 год в селении за 1908 год проживало 1,661 человек, преимущественно «татары» (азербайджанцы). По сведениям Списка населённых мест, относящегося к Бакинской губернии и изданного Бакинским губернским статистическим комитетом в 1911 году, в селении жило 1,669 человек (870 мужчин и 799 женщин; 165 дыма) «татарской» (азербайджанской) национальности, представленные 1,662 поселянами на казённой земле (867 мужчин и 795 женщин; 164 дыма) и 7 представителями «дворян и беков» (3 мужчин и 4 женщин; один дым).
Очередной «Кавказский календарь» на 1912 год показывает здесь 1,804 жителя, состоящих из «татар» (азербайджанцев). Согласно последующим «Кавказским календарям» на 1915 и 1916 годы число жителей составляло 1,813 человек, также указанных как «татары» (азербайджанцы).
В 1928 году обследованием татов занимался советский иранист Б. В. Миллер. На основе сведений, полученных в Шемахе от лагичцев, он привёл перечень татских селений Шемахинского и Геокчайского районов. В их числе значился Гафтасов, который Б. В. Миллер записал латиницей как «Haftasu».
По материалам издания «Административное деление АССР», подготовленного в 1933 году Управлением народно-хозяйственным учётом АССР (АзНХУ), по состоянию на 1 января 1933 года в Гафтасове было 627 человек коренного населения (то есть приписанного к данному селу), среди которых 266 мужчин и 361 женщина. В тех же материалах сказано, что весь сельсовет, к которому принадлежал Гафтасов, на 84,4 % состоял из татов.

## Язык
Согласно «Кавказскому календарю» на 1856 год жители разговаривали между собой «на испорченном фарсицском и татарском» (то есть на татском и азербайджанском) языках.
По сведениям Списка населённых мест, относящегося к Бакинской губернии и изданного Бакинским губернским статистическим комитетом в 1911 году, среди 870 проживавших в селении мужчин, 21 из них имел грамотность на языке местного населения и 7 — на русском языке.